# مليكة أوفقير
مليكة محمد أوفقير ولدت في مراكش في 2 أبريل 1953 وهي كاتبة مغربية تعرضت للاختفاء سابقًا. وهي ابنة الجنرال محمد أوفقير وفاطمة الشنا، وابنة عم الكاتبة والممثلة المغربية ليلى شنا.

## حياتها
مليكة هي الابنة البكر لمحمد أوفقير، ولها خمس أشقاء وشقيقات هم: عبد اللطيف، ومريم (ميمي)، وماريا، وسُكيْنه ورؤوف.
كان محمد أوفقير وزيرًا للداخلية، ووزيرًا للدفاع، ورئيسًا للقوات المسلحة. وكان يحظى بثقة كبيرة لدى الملك حسن الثاني (والشخصية الأكثر قوة في المغرب بعد الملك) خلال الستينيات وأوائل السبعينيات. إلا أنه بعد محاولة الانقلاب العسكري عام 1972 ومحاولة اغتيال الملك الحسن الثاني والوفد المغربي، عند عودتهم من فرنسا على متن الطائرة بوينغ 727، تم القبض على الجنرال أوفقير وإعدامه. أما بالنسبة لعائلته؛ ففي بادئ الأمر حُكم على مليكة وعائلتها بالإقامة الجبرية في منزلهم من عام 1973 حتى عام 1977. وفي مرحلة لاحقة، تم إرسالهم جميعًا إلى سجن سري في الصحراء الكبرى حيث عانوا من الظروف القاسية لمدة 15 عام. وفي عام 1987، أُطلق سراحهم من السجن وعادوا إلى الإقامة الجبرية في المنزل. وفي عام 1991، كانوا من ضمن تسعة سجناء سياسيين تم إطلاق سراحهم. وفي 16 من يوليو عام 1996، هاجرت مليكة أوفقير إلى باريس عن عمر يناهز 43 عامًا، برفقة شقيقها رؤوف وشقيقتها سُكيْنة.
وألهمت حياة مليكة أوفقير الكثيرين للدفاع عن حقوق السُجناء السياسيين.
وتحولت مليكة وأشقائها وشقيقاتها من الإسلام إلى الكاثوليكية، فذكرت أوفقير في كتابها حياة مسروقة : «لقد رفضنا الإسلام الذي لم يأت إلينا بشيء جيد، واختارنا الكاثوليكية بدلًا منه».
ويُلاحظ أن ميشال فيتوسي كانت قد روت في مقدمة هذا الكتاب عن علاقتها بمليكة: «ولو كانت أشياء كثيرة تفرقنا مثل الثقافة، والبيئة، والدراسة الجامعية والأوضاع الاجتماعية، والمهنة، والطباع، والدين، فهي مسلمة، أما أنا فيهودية، لكننا من جهة أخرى ننتمي إلى الجيل نفسه...».
وهو ما أوضح أن مليكة أوفقير ظلت على الإسلام رغم إدعائها المسيحية عندما كانت تحاول الهروب، لكنها في وقت لاحق اعتنقت المسيحة وكذلك بالنسبة لأشقائها وشقيقتها. بينما استمرت أمها تدين بالإسلام.
وذكرت مليكة «في عائلتي.. كان عيدالميلاد دائمًا مقدس. وحتى في القصر عندما كان دين الإسلام سائدًا، كان عيد الميلاد يحظى باهتمام».
وقد تزوجت مليكة من إريك بوردروي في العاشر من أكتوبر عام 1998 في مبنى بلدية باريس.

## مؤلفاتها
نشرت مليكة سيرتها الذاتية عن حياتها في السجن بعنوان «حياة مسروقة: عشرون عامًا في سجن الصحراء» بالتعاون مع الكاتبة التونسية ميشال فيتوسي.
وقد كتبته بالفرنسية بعنوان السجينة بمساعدة الكاتبة ميشال فيوتسي ثم تُرجم إلى الإنجليزية في وقت لاحق.